# Powódź tysiąclecia

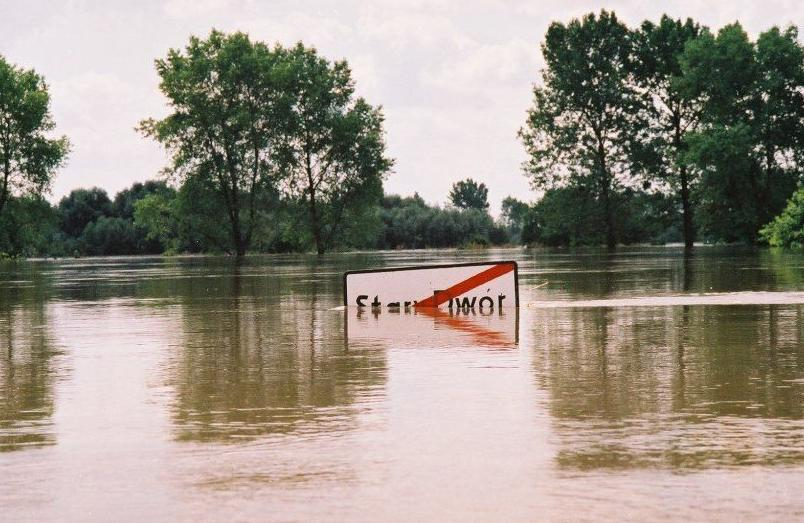
Zalana miejscowość Stary Dwór w pobliżu Wrocławia

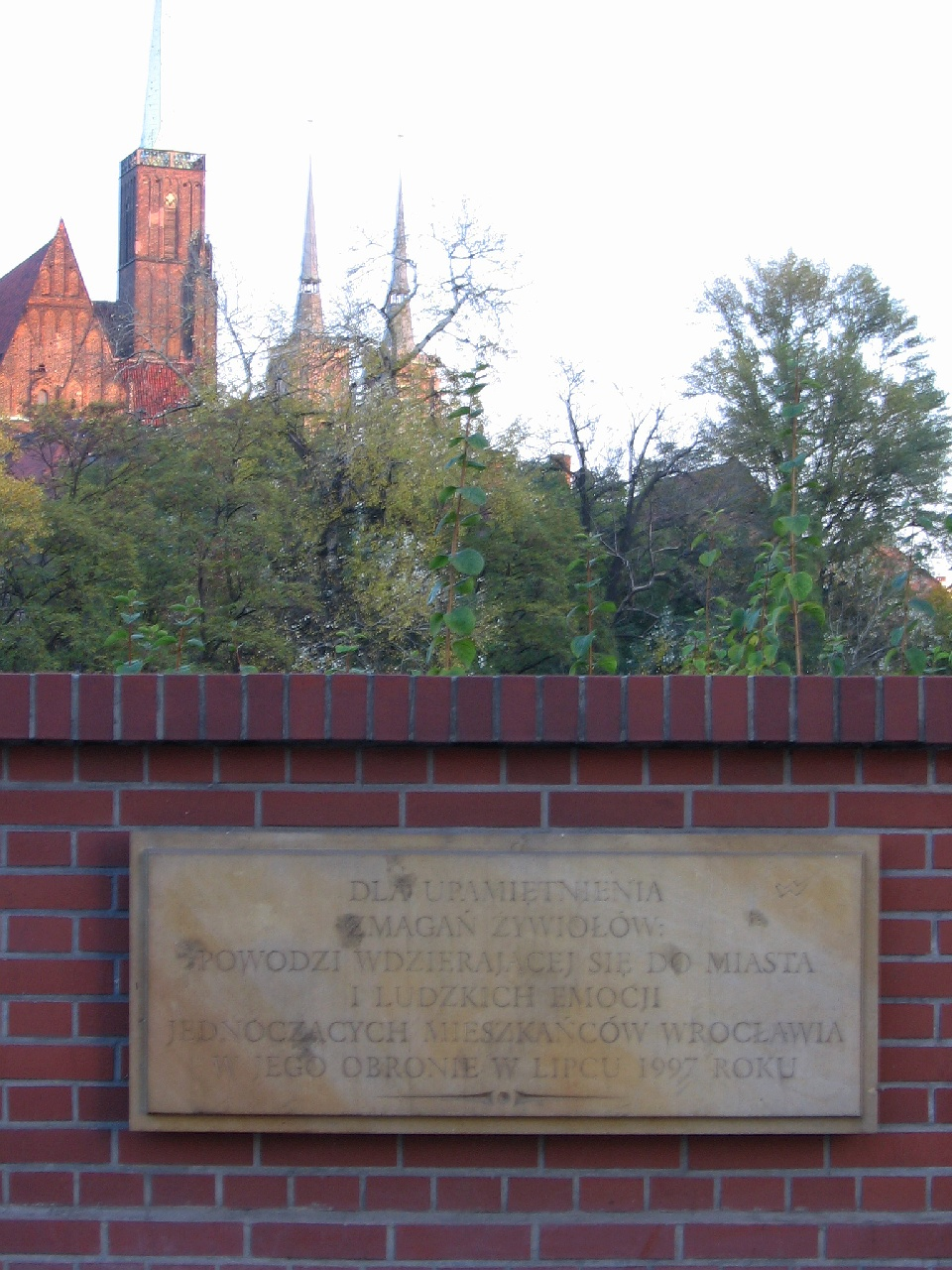
Tablica wmurowana w mosty Młyńskie we Wrocławiu na pamiątkę obrony miasta przed żywiołem

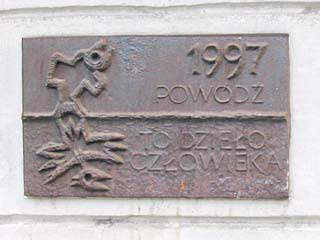
Tabliczka upamiętniająca powódź z 1997 roku – Wrocław, ul. Romualda Traugutta

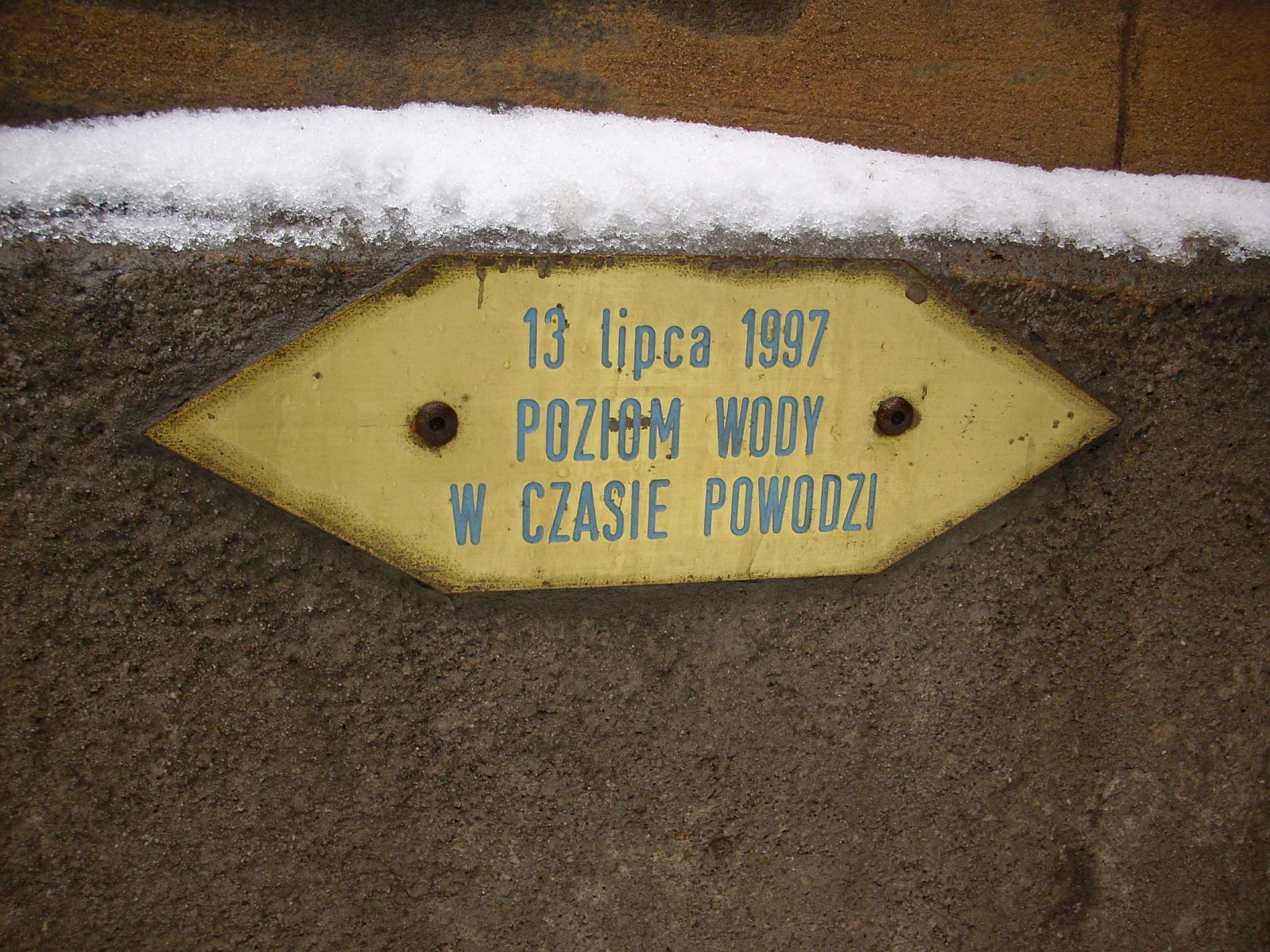
Tabliczka na budynku Naczelnej Organizacji Technicznej przy ul. Piłsudskiego we Wrocławiu

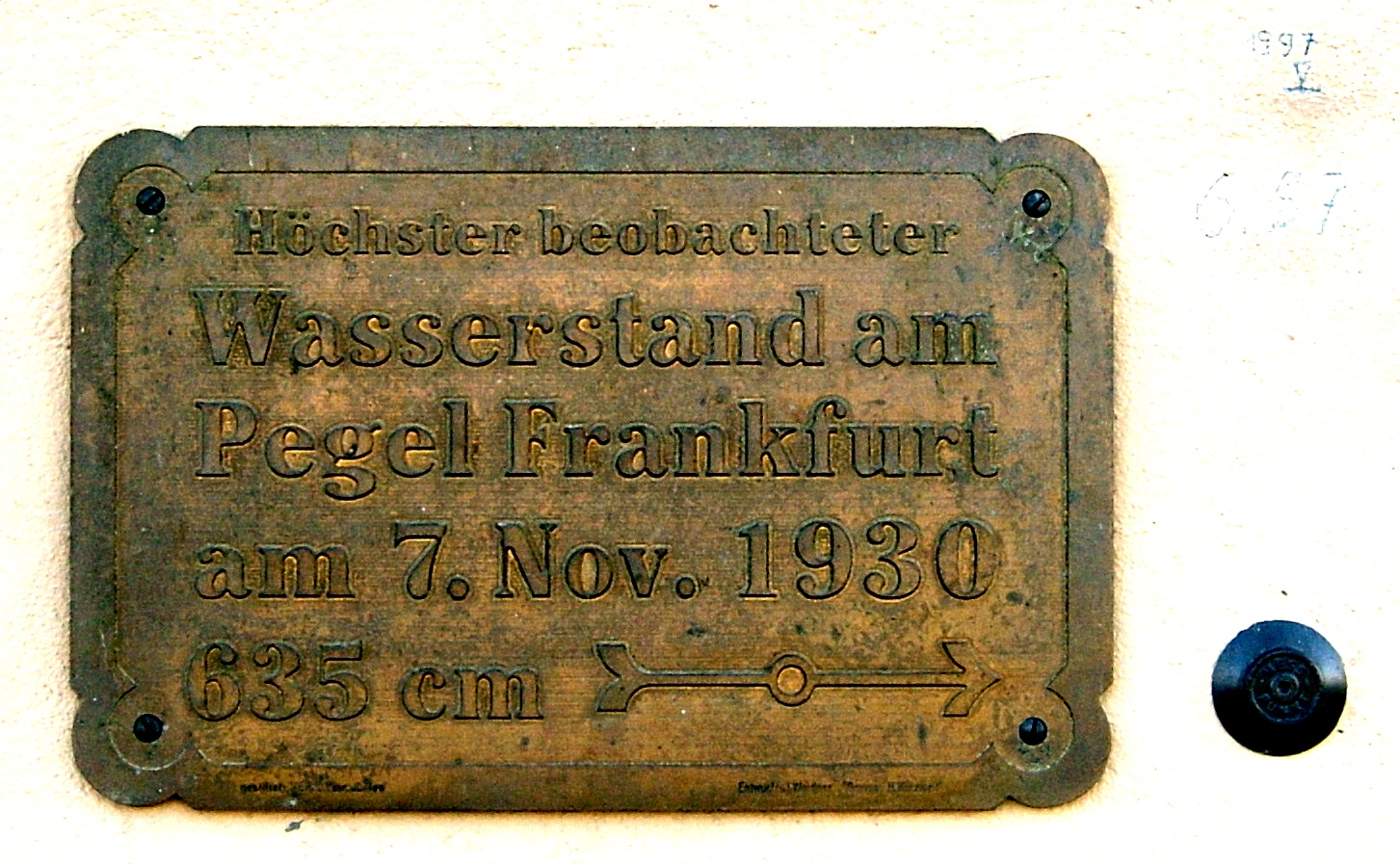
Tabliczka i marker upamiętniające powódź z 1930 roku we Frankfurcie nad Odrą; obok zaznaczony poziom wody z roku 1997

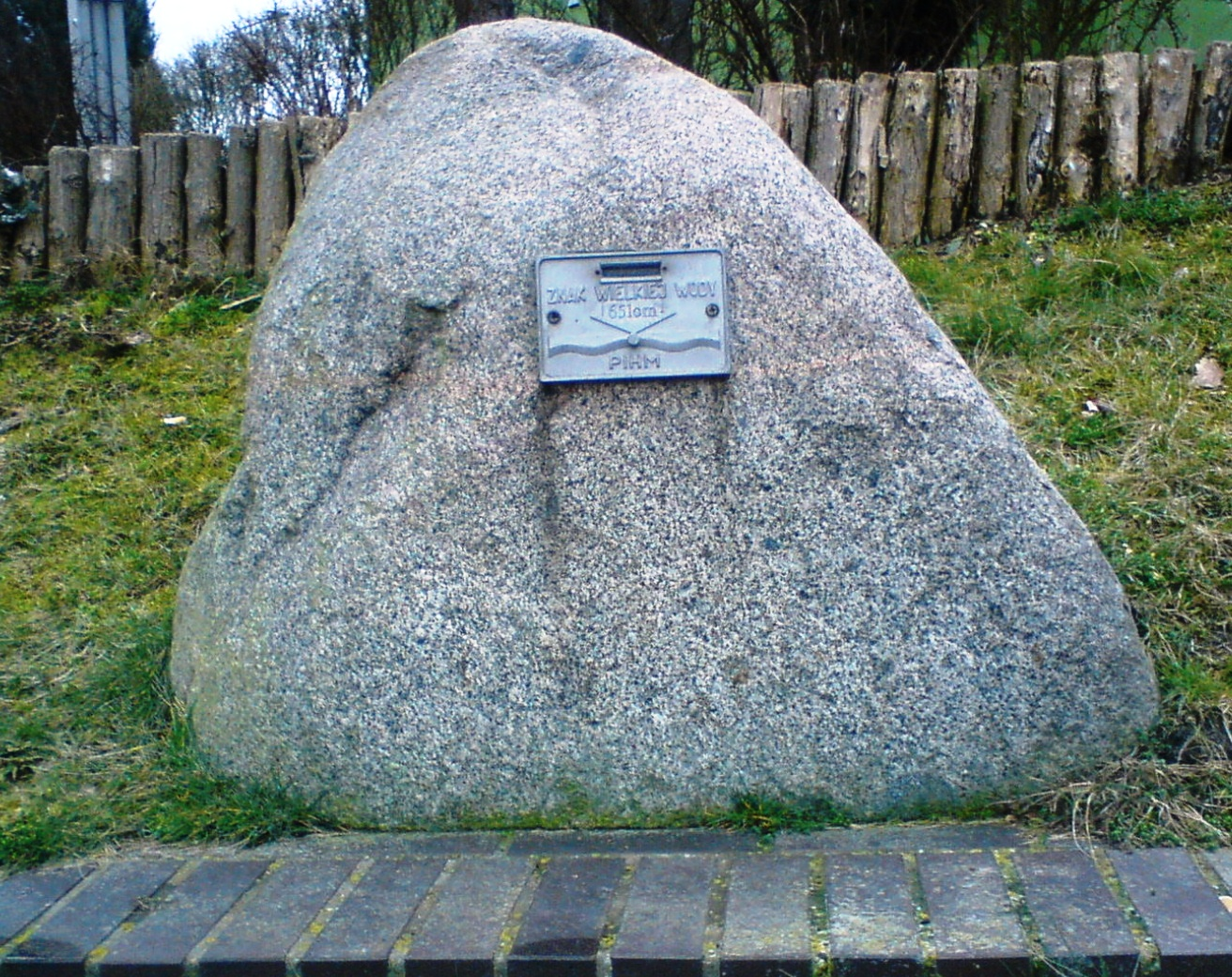
Pomnik upamiętniający powódź tysiąclecia w 1997 roku w Słubicach

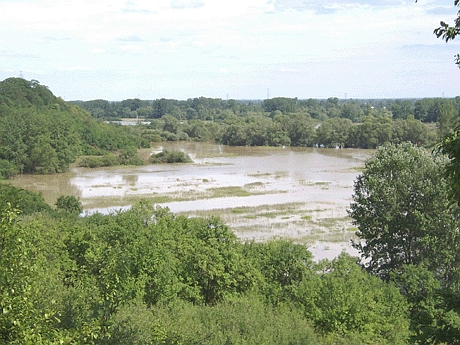
Wisła podtapiająca okolice Połańca

Powódź tysiąclecia – potoczna nazwa powodzi, która nawiedziła w lipcu 1997 roku południową i zachodnią Polskę, Czechy, wschodnie Niemcy (Łużyce), północno-zachodnią Słowację oraz wschodnią Austrię, doprowadzając na terenie Czech, Niemiec i Polski do śmierci 114 osób oraz szkód materialnych w wymiarze blisko 4,5 miliarda dolarów amerykańskich. Na terenie Polski zginęło 56 osób, a szkody oszacowano na około 3,5 miliarda dolarów. Wylały wówczas wody dorzeczy rzek Bóbr, Bystrzyca, Kaczawa, Kwisa, Mała Panew, Nysa Kłodzka, Nysa Łużycka, Odra, Olza, Oława, Osobłoga, Prudnik, Skora, Szprotawa, Ślęza, Widawa i Złoty Potok, a także górnej Wisły i Łaby.

## Przyczyny
Powódź w 1997 roku została spowodowana przez dwie następujące po sobie fale obfitych opadów, których źródłem była sytuacja meteorologiczna określana jako Vb. Podczas niej utworzył się nad północnymi Włochami niż wywołany napływem chłodnego powietrza z Europy Zachodniej. Niż ten przesuwał się na północny wschód, kierując się nad Bałkany. Układ ten wywołał napływ mas gorącego powietrza pochodzenia morskiego znad Morza Czarnego i Śródziemnego na północ. Zetknięcie się ciepłego wilgotnego powietrza z chłodnym znad Bałtyku spowodowało obfite opady na granicy obu mas powietrza. Od 4 do 8 lipca 1997 na obszarze między Wrocławiem, Katowicami i Brnem zanotowano opady powyżej 200 mm, a na części ponad 300 mm; największe opady zanotowano na Pradziadzie – 455 mm i w Raciborzu – 244 mm. Na czeskiej stacji Lysá hora w Beskidach Morawsko–Śląskich spadło od rana 4 lipca do rana 9 lipca, 586 mm, z tego 510 mm w ciągu 72 godzin. W obszarze, na którym wystąpiła powódź (od Polski do Austrii) w ciągu kilku dni spadła miesięczna ilość opadów, a w górach nawet dwumiesięczna.
Dwa tygodnie później, od 18 do 22 lipca, Czechy znalazły się w zasięgu niskiego ciśnienia z centrum nad Włochami. Niż ten spowodował długotrwałe opady głównie w Karkonoszach i w Górach Izerskich. W okresie od 18 do 21 lipca na Pradziada spadło 139 mm opadów, Wieluń – 116 mm, a na Częstochowę – 115 mm, co również jest równoważne sumie miesięcznych opadów w tych miejscach. W ciągu całego lipca suma opadów przekraczała średnią miesięczną trzy- lub czterokrotnie, a w górach nawet pięciokrotnie.

## Przebieg wydarzeń podczas powodzi

### Dwie fale opadów
Na obszarze południowej Polski, Czech i Austrii obfite opady deszczu rozpoczęły się we czwartek 3 lipca i trwały kolejny tydzień, do 10 lipca 1997. Opady w Sudetach Wschodnich oraz południowej części Śląska objęły dorzecze Odry i spowodowały, że już 6 lipca pierwsze wsie i miasteczka zostały zalane przez Nysę Kłodzką, Odrę, Prudnik i Złoty Potok. Pierwszymi zalanymi polskimi miastami były Prudnik, gdzie wylała rzeka Prudnik i Złoty Potok, i Głuchołazy, gdzie wylała Biała. W Prudniku woda wdarła się na teren licznych zakładów przemysłowych, w tym ZPB „Frotex”, ewakuowano 192 osoby. 
Miasta te w dniu następnym (7 lipca) odwiedził ówczesny premier Włodzimierz Cimoszewicz. Tego też dnia powódź objęła zlewnię górnej Odry (w okolicach Chałupek i Olzy). Lokalnie opady przekroczyły 500 mm, tj. 3-4 razy przewyższyły średnie sumy miesięczne. Od Chałupek do ujścia Nysy Kłodzkiej zabrakło podziałki na łatach wodowskazowych. Również 7 lipca pod wodą znalazło się Kłodzko, gdzie w wyniku podmycia przez Nysę Kłodzką zawaliły się cztery kilkusetletnie kamienice. 
8 lipca woda w Kłodzku sięgała 8 ośmiu i pół metra i sięgała pierwszego piętra. Woda doszła też do Krapkowic, przez które fala kulminacyjna przeszła 10 lipca przy stanie wody na Odrze 1032 cm, a sama powódź trwała do 28 lipca.

#### Dorzecze Odry
Od 6 lipca poziom wody zaczął nagle wzrastać. Najpierw Odra wylała w Chałupkach koło przejścia 
granicznego, 25 kilometrów na południe od Raciborza. Wieczorem ogłoszono w Opolu stan przeciwpowodziowy. 
We wtorek 8 lipca woda dotarła do w pobliże Wodzisławia Śląskiego i Raciborza. Przepływ na Odrze wynosił około 3500 m³/s, a poziom wody został przekroczony o 3 metry. Woda rozlała się na odcinku od Chałupek aż do Raciborza. W Chałupkach rozerwała wał. Około godziny 23 w nocy z wtorku na środę kolejna, ponad 10,5-metrowa fala powodziowa dotarła do Raciborza. W dzielnicy Ostróg i Płonia (Racibórz) przerwała wały i  miasto zostało zalane z dwóch stron: zarówno od właściwego koryta i kanału Ulgi. Do Raciborza nie można było ani wjechać ani wyjechać, a na ewakuację czekało 14 tysięcy osób. Ta rozpoczęła się w środę 9 lipca rano. W ewakuacji miasta brały udział śmigłowce GOPR-u, a ewakuacja trwała wiele godzin. W ciągu dwóch dni woda podniosła się tam o ponad trzy metry, przy czym nie wiadomo o ile dokładnie, bo wodowskaz w Raciborzu-Miedoni został zalany całkowicie i nastąpiła przerwa w odczytach).
We czwartek 10 lipca roku Odra zalała wyspy Pasieka (to na niej znajduje się Amfiteatr w Opolu) i Bolko w Opolu. Po wysadzeniu wałów w dzielnicy na lewobrzeżu woda zalała m.in. prawie całą dzielnicę  z wielkiej płyty Zaodrze, częściowo dzielnice Szczepanowice i Półwieś.  

#### Skumulowanie rzek
Pomiędzy Opolem, a Brzegiem do Odry wpada Nysa Kłodzka. Wytworzyła się skumulowana fala powodziowa, a w kierunku Wrocławia szła 6-metrowa fala powodziowa. Zdecydowano o wysadzeniu wałów we wsi Łany, do czego jednak ostatecznie nie doszło.
12 lipca woda dotarła do Wrocławia. Woda nadeszła zarówno od strony Ślęży jak i Odry. Zalana została  duża część miasta: przede wszystkim dzielnica Kozanów, poza tym w mieście uszkodzone zostały m.in. stacja uzdatniania wody, archiwum sądowe, wysypisko śmieci na Maślicach, filharmonia, Teatr Polski oraz Akademię Muzyczną.
Następnie Odra zalała część Głogowa oraz pobliskie miejscowości. Najbardziej ucierpiała dzielnica Ostrów Tumski. Linia kolejowa na trasie Głogów–Wrocław była całkowicie zalana, tworząc miejscami kilkumetrowej głębokości kanał wodny. Pociągi na tej trasie były odwołane. Na terenie Ostrowa Tumskiego w Głogowie woda sięgała do 1,5 metra wysokości zalewając praktycznie całą wyspę i podtapiając most Tolerancji oraz most na Starej Odrze w Głogowie. Pobliskie miejscowości również ucierpiały m.in. Serby, Sobczyce, Kotla, Głogówko, Grodziec Mały. Wyjazd z Głogowa w kierunku Leszna i Poznania był praktycznie niemożliwy z powodu podtopienia mostu oraz drogi.
Druga fala opadów wystąpiła pomiędzy 18 a 22 lipca. Spowodowały one wezbrania jeszcze większe od tych z pierwszych dni miesiąca. Ocenia się, że przepływy maksymalne były w niektórych miejscach bliskie przepływom, jakie statystycznie mogą się zdarzyć z prawdopodobieństwem 0,1% (jest to tzw. woda tysiącletnia). Maksymalne dotychczas zanotowane poziomy wody zostały na górnej Odrze przekroczone na odcinku długości ponad 500 km, licząc od granicy państwa z Czechami. Na dolnym odcinku druga fala wywołała na przykład 27 lipca w Słubicach i Frankfurcie nad Odrą wezbranie do poziomu 657 cm, o kilkadziesiąt centymetrów więcej niż fala pierwsza (17 lipca – 620 cm) i więcej od najwyższego tam zanotowanego do tej pory (w listopadzie 1930 roku – 635 cm).

### Opole
Do Opola fala kulminacyjna przyszła 10 lipca 1997 roku. Stan alarmowy ogłoszono 6 lipca a dwa dni później po czwartej nad ranem woda wdarła się do Opola, a jej stan podniósł się do 590 centymetrów. Jako pierwsze zalane zostały dzielnice na południu Opola. Przerwany został wał w dzielnicy Metalchem, co skutkowało zalaniem wielu znajdujących się tam fabryk. Następnie fala dotarła na wyspy: Bolko i Pasieka. Tam zalanych zostało wiele ważnych dla miasta instytucji, m.in. sztuczne lodowisko Toropol wraz z hotelem, Państwowa Szkoła Muzyczna I i II stopnia im. Fryderyka Chopina razem z należącą do niej bursą, konsulat Republiki Federalnej Niemiec, siedziby: rozgłośni Radia Opole i dziennika „Nowa Trybuna Opolska”, która na czas powodzi przeniosła się do sali sprzedażowej sklepu komputerowego, przedszkole i gimnazjum, amfiteatr, zoo, a także Wojewódzka Biblioteka Publiczna i Instytut Śląski. Najbardziej dotknięte powodzią zostały dzielnice Wyspa Pasieka, Wyspa Bolko i Zaodrze Bliższe, gdzie zalane zostało 100% zabudowy.
Zintensyfikowane działania mające na celu zabezpieczenie miasta sprawiły, że woda nie zalała Starego Miasta, znajdującego się w bezpośrednim sąsiedztwie Młynówki. Według wielu świadków na terenie Opola miały miejsce dwie akcje wysadzania wałów. Pierwszy wał miał zostać wysadzony w okolicach Winowa, a następnie wał na tzw. bliskim Zaodrzu, przez co zostało zalane całe Zaodrze, ale przed zalaniem uratowano Stare Miasto i centrum. Ze względu na bardzo gwałtowny przybór wody nie ewakuowano mieszkańców Zaodrza. Ci przez wiele godzin koczowali na dachach i balkonach wieżowców czekając na ratunek. W centrum miasta zorganizowano punkt pomocy, gdzie zbierali się ludzie poszkodowani w powodzi; często ich jedynym ocalałym majątkiem były ubrania, które mieli na sobie. W trakcie akcji ratunkowej zwracano szczególnie uwagę na obszary w okolicach zalanych nekropolii, tak jak miało to miejsce przy ul. Wrocławskiej i Metalchemie.

### Wrocław
Największe straty w dorzeczu górnej Odry zanotowano w powiatach wodzisławskim i raciborskim oraz opolskim. Jeszcze dwa dni przed powodzią lokalne wydanie Gazety Wyborczej informowało: We Wrocławiu nie grozi nam powódź, ale (...) pojedyncze piwnice mogą być podtopione. Do Wrocławia najwyższa fala powodziowa zaczęła docierać 12 lipca, w sobotę, w godzinach południowych. Fakt, że mieszkańcy miasta wiedzieli już z prasy, radia i telewizji, jakie szkody wyrządziła Odra w Raciborzu i Opolu, oraz że dla większości z nich był to dzień wolny od pracy, znacząco wpłynął na ich mobilizację i zdolność do samoorganizacji w działaniach wobec zbliżającego się zagrożenia. Już w poprzedzający czwartek (10 lipca) prezydent miasta Bogdan Zdrojewski, zaalarmowany sytuacją w Opolu, zaapelował do mieszkańców Wrocławia, by zaczęli gromadzić zapasy wody pitnej, a do dyrektorów największych instytucji w mieście – by podjęli stosowne działania przygotowawcze na wypadek powodzi. W czwartek i w piątek rozważano możliwość obniżenia wysokości zbliżającej się do Wrocławia fali powodziowej przez przerwanie wałów w Jeszkowicach i Łanach. Sprzeciw dużej grupy zgromadzonych mieszkańców tych wsi oraz Kamieńca Wrocławskiego, szczególnie w Łanach, uniemożliwił jednak rozlanie wody po tamtejszych polach i zabudowaniach mieszkalnych, choć prace przygotowawcze i gromadzenie ładunków wybuchowych przez saperów już trwało. Wały były zabezpieczone kordonem policji, ale okoliczni mieszkańcy 11 lipca w nocy zebrali się by bronić wsi przed zalaniem. Nie pomogła nawet interwencja wojewody wrocławskiego. Tego samego dnia prezydent Zdrojewski wydał zarządzenie o ewakuacji mieszkańców osiedli graniczących z Wrocławiem od północy i wschodu. Większość mieszkańców odmówiła jednak i została w domach.
11 lipca przystąpiono do budowy szalunków w mieście. Akcję koordynował komitet przeciwpowodziowy, a praca odbywała się w systemie zmianowym. Według szacunków Urzędu Miasta ułożono we Wrocławiu od 300 do 480 tysięcy worków z piaskiem. Część worków sprowadzono nawet drogą lotniczą, m.in. aż z Gdańska. Napełniane były piaskiem nie tylko przywożonym w tym celu ze żwirowni, istniało powszechne przyzwolenie na wykorzystywanie piasku zgromadzonego do remontów ulic w różnych częściach miasta. Brano także ziemię z trawników. Worki w najbardziej zagrożonych zalaniem punktach miasta układali głównie – zwłaszcza w pierwszych godzinach zagrożenia – gromadzący się spontanicznie wolontariusze, na ogół kierujący się w odpowiednie miejsca własnym rozeznaniem topografii najbliższej okolicy, często także w reakcji na komunikaty podawane w radiu i telewizji. Później trafiały w te miejsca także zorganizowane grupy żołnierzy i strażaków z całego kraju.
12 lipca ok. godz. 6:00 mieszkańców osiedla Księże Małe zaalarmowali policjanci, ogłaszając przez megafony konieczność natychmiastowej ewakuacji w obliczu nadchodzącej z północnego wschodu (dorzecze rzeki Oławy) fali powodziowej. Znaczna większość mieszkańców pozostała jednak w domach i podjęła przygotowania do odparcia fali powodziowej. W tym celu wykorzystywano każde dostępne źródło piasku, np. całkowicie opróżniono wszystkie okoliczne piaskownice. Właściciele samochodów od samego rana starali się wywieźć swoje pojazdy i zaparkować je w innych częściach miasta, niektórzy desperacko poszukiwali jakichkolwiek wzniesień w okolicy, by uchronić pojazdy przed zniszczeniem. Około godz. 13:00 woda przelała się przez ul. Opolską i wdarła na osiedle, w przeciągu godziny osiągając wysokość 180 cm. Zalane zostały m.in. ulice Katowicka, Chorzowska, Bytomska, Tarnogórska, Głubczycka. Przez następne kilka dni żywność i woda były dostarczane przez wojskowe śmigłowce Mi-17, a produkty żywnościowe były zrzucane na dachy budynków lub spuszczane na linach.
W sobotę 12 lipca woda wtargnęła do centrum miasta prawdopodobnie przez Żabią Groblę i ul. Traugutta. Następnie przez ul. Kościuszki i ul. Komuny Paryskiej dotarła do fosy miejskiej rozlewając się na okoliczne osiedla, nocą docierając na południu do ul. Piłsudskiego i Dworca Głównego, a na zachodzie płynąc w stronę ul. Legnickiej i osiedla Szczepin. W ten sposób północna część miasta została całkowicie odcięta od południowej. Dopiero w poniedziałek 14 lipca w godzinach popołudniowych udało się wysiłkiem mieszkańców zatamować wodę przy Żabiej Grobli. Ucierpiały również osiedla Zalesie i Zacisze znajdujące się pomiędzy kanałem powodziowym, a starym korytem Odry. Przed zalaniem ochroniono Sępolno i Biskupin. Udało się uratować również wrocławski ogród zoologiczny, powódź dotknęła dopiero co odremontowany przed Kongresem Eucharystycznym Ogród Japoński. Woda wdarła się na osiedla, które wybudowano na terenach zalewowych: Kowale, Maślice, Księże Małe, Księże Wielkie, Rakowiec, osiedle Widawa, Pracze Odrzańskie.
Szczególnie zniszczone zostało osiedle Kozanów, gdzie woda sięgała miejscami pierwszego piętra. Osiedle to, zostało wzniesione na polderach zalewowych, wobec zwlekania z decyzją przerwania wałów powodziowych i zalania działek rekreacyjnych, sytuacja tam w pewnym momencie stała się krytyczna. Podobnie do pierwszego piętra sięgała woda na Rakowcu (tzw. Trójkąt Bermudzki), a znajdujące się tam kamienice sprzed II wojny światowej, nierzadko z drewnianymi stropami, ucierpiały tak bardzo, że wiele z nich trzeba było zburzyć (kilka z nich zawaliło się samych; nikt przy tym nie ucierpiał). Na Szczepinie woda utrzymywała się wyjątkowo długo z racji ukształtowania terenu.

### Dorzecze Wisły
W dorzeczu Wisły do największych strat doszło w rejonie podgórskim, w początkowym biegu Wisły, Sanu i ich dopływów. Powódź dosięgła też m.in. Krakowa, gdzie zalane zostały obszary przyległe do rzeki.
Dużą rolę odegrał fakt wypełnienia (przyjęcia fali powodziowej) w górnym biegu Dunajca przez nowo oddany Zbiornik Czorsztyński, co spłaszczyło przebieg fali powodziowej na Dunajcu, a później w Wiśle.
Fala powodziowa przeszła przez kolejne nadwiślańskie miejscowości, przerywając wały w gminach Łubnice i Połaniec (w Połańcu zagrożona podtopieniem była Elektrownia Połaniec) oraz przez Warszawę, gdzie doszło do podtopień w rejonie Wału Miedzeszyńskiego, a dzień wcześniej w rejonie Maciejowic. Sytuacja alarmowa wystąpiła też w miejscowościach zlokalizowanych na terenie zalewowym, jak w Łomiankach. Wysoki poziom wody był też zagrożeniem dla tamy we Włocławku oraz części starówki w Toruniu.

## Działania państwa w obliczu klęski żywiołowej
Pomimo dramatycznej sytuacji już 6 i 7 lipca w zlewni Nysy Kłodzkiej (Kłodzko, Głuchołazy), Złotego Potoku (Prudnik, Łąka Prudnicka) górnej Odry (Wodzisław Śląski, Racibórz) w kraju początkowo nie spodziewano się, że fala powodziowa i zniszczenia będą tak ogromne. Sytuacja zmieniła się dopiero po zalaniu Opola i bezpośrednim zagrożeniu Wrocławia.
Rząd i premier Włodzimierz Cimoszewicz byli krytykowani w związku z działaniami w zakresie przeciwdziałania skutkom powodzi. Wiele kontrowersji wzbudziła wypowiedź premiera Cimoszewicza podczas jego pobytu w Jarnołtówku koło Prudnika na temat braku ubezpieczeń u poszkodowanych, w której stwierdził, że ludzie, którzy się nie ubezpieczyli, są sami sobie winni. Premier uznał ją później za niefortunną i publicznie przeprosił ofiary powodzi urażone jego sformułowaniem: to jest kolejny przypadek, kiedy potwierdza się, że trzeba być przezornym i trzeba się ubezpieczać, a ta prawda jest ciągle mało powszechna. Później rząd uruchomił rezerwę budżetową w celu pomocy powodzianom.
Prezydent Aleksander Kwaśniewski ogłosił w Polsce jednodniową żałobę narodową 18 lipca. Zawieszone zostały wszystkie imprezy, flagi państwowe w gmachach publicznych zostały opuszczone i przepasane kirem, a stacje radiowe emitowały spokojniejszą muzykę.
27 sierpnia 1997 uchwalono ustawę o stosowaniu szczególnych rozwiązań podatkowych w związku z likwidacją skutków powodzi, która miała miejsce w lipcu 1997 r.

## Kalendarium
- 3–6 lipca: intensywne opady na terenie całej Polski a szczególnie w Sudetach Południowych – do ok. 500 mm
- 7 lipca: wylew Nysy Kłodzkiej; Prudnika, Złotego Potoku i Osobłogi w powiecie prudnickim; Odry w powiecie wodzisławskim i raciborskim
- 8 lipca: wylew Odry w Raciborzu
- 9 lipca: wylew Odry w Koźlu, jedynym niezalanym miejscem był kozielski rynek
- 10 lipca: wylew Odry w Opolu, Krapkowicach, Dobrzeniu Wielkim
- 12 lipca: fale z Odry i Nysy Kłodzkiej docierają do Wrocławia
- 18–20 lipca: druga fala opadów

## Media

### Telewizja
- Lokalna wrocławska telewizja TeDe, której redakcja i nadajnik znajdowały się w niezagrożonej przez powódź południowej dzielnicy miasta, w wieżowcu Poltegor Centre, w sobotę 12 lipca – w dniu, kiedy woda wlała się na ulice miasta – przerwała nadawanie normalnego programu, i rozpoczęła trwającą pięć dób nieprzerwaną akcję informacyjno-koordynacyjną, w której od 13 lipca brał bezpośredni udział także prezydent miasta Bogdan Zdrojewski, a od 14 lipca wojewoda Janusz Zaleski. W studiu telewizyjnym urządzony został sztab antykryzysowy, a w holu budynku na parterze rozpoczęto gromadzenie darów napływających z całego kraju dla powodzian. Tam także zgłaszali się wolontariusze gotowi nieść pomoc potrzebującym. Wobec faktu, że w znacznej części miasta nie działały telefony stacjonarne, a telefonia komórkowa była przeciążona i niewydolna – akcja telewizyjna realizowana przez TeDe była źródłem informacji dla lokalnych społeczności. Za pośrednictwem TeDe dysponowane były transporty worków z piaskiem potrzebnych do obrony zagrożonych odcinków umocnień, tą samą drogą zgłaszano zapotrzebowanie na ludzi do umacniania wałów, a także kierowano zaopatrzenie w wodę, chleb, lekarstwa i wszelkie dary napływające dla powodzian. Redakcja TeDe gotowa była podjąć ponownie swoją akcję, jeszcze w obliczu zagrożenia drugą falą powodziową w tydzień po pierwszej, ale okazała się ona znacznie słabsza, toteż 28 lipca TeDe wróciła do swojej normalnej ramówki.
- Antena 1: Widziałam Marii Wiernikowskiej
- TVP1: Powódź Magdy Olszewskiej

Więcej w opracowaniu Media w czasie powodzi KRRiT

### Radio i prasa
- Podobną rolę odgrywała lokalna rozgłośnia radiowa – wówczas Polskie Radio Wrocław, przekazując komunikaty o zagrożonych odcinkach, koniecznej pomocy etc.
- RMF FM przekształcił swoją akcję Inwazja mocy w Inwazję pomocy. Reporterzy stacji relacjonowali na bieżąco sytuację na południu, a sprzęt, którym dysponowali – dwa wozy opancerzone, sanitarka i helikopter – został zaangażowany w czynny udział w akcji ratowniczej. Jeszcze w pierwszym tygodniu powodzi radio zorganizowało zbiórkę i przewiezienie darów mieszkańców Krakowa dla powodzian w liczbie 150 ciężarówek. Codziennie przez okres całych wakacji, zamiast rozdawać nagrodę konkursie w wysokości 5000 zł, przekazywano tę kwotę najbardziej potrzebującym rodzinom. Z licytacji przedmiotów przekazanych przez artystów i polityków, RMF przekazał dla powodzian 300 tys. złotych[20].
- Dziennikarze wodzisławskiej stacji Radio 90 FM nieśli pomoc ludziom z mniejszych miejscowości koło Wodzisławia, Raciborza i Cieszyna. W ówczesnej siedzibie rozgłośni w Wodzisławiu-Kokoszycach znajdował się punkt zbiorczy pomocy dla powodzian. Radio 90 FM wysłało dwa konwoje do odciętego przez wielką wodę Raciborza. Za działalność w czasie powodzi Radio 90 FM zostało odznaczone przez WOPR[20].
- Krótkofalowcy wykorzystując własny sprzęt, przekazywali informacje na terenach objętych powodzią. Organizowali łączność dla sztabów kryzysowych przekazując niezbędne informacje o aktualnej sytuacji, w wielu miejscach dotkniętych przez żywioł, a także wiadomości od rodzin poszkodowanych i o samych poszkodowanych w wyniku powodzi. Brak zasilania w wielu miejscowościach uniemożliwiał pracę przekaźników telefonii komórkowej, woda skutecznie wyłączyła całą infrastrukturę telefoniczną na zalanych rejonach. W pierwszych dniach akcji ratunkowej, organizowana przez nich łączność stanowiła istotne źródło informacji o sytuacji z zalanych terenów[potrzebny przypis].

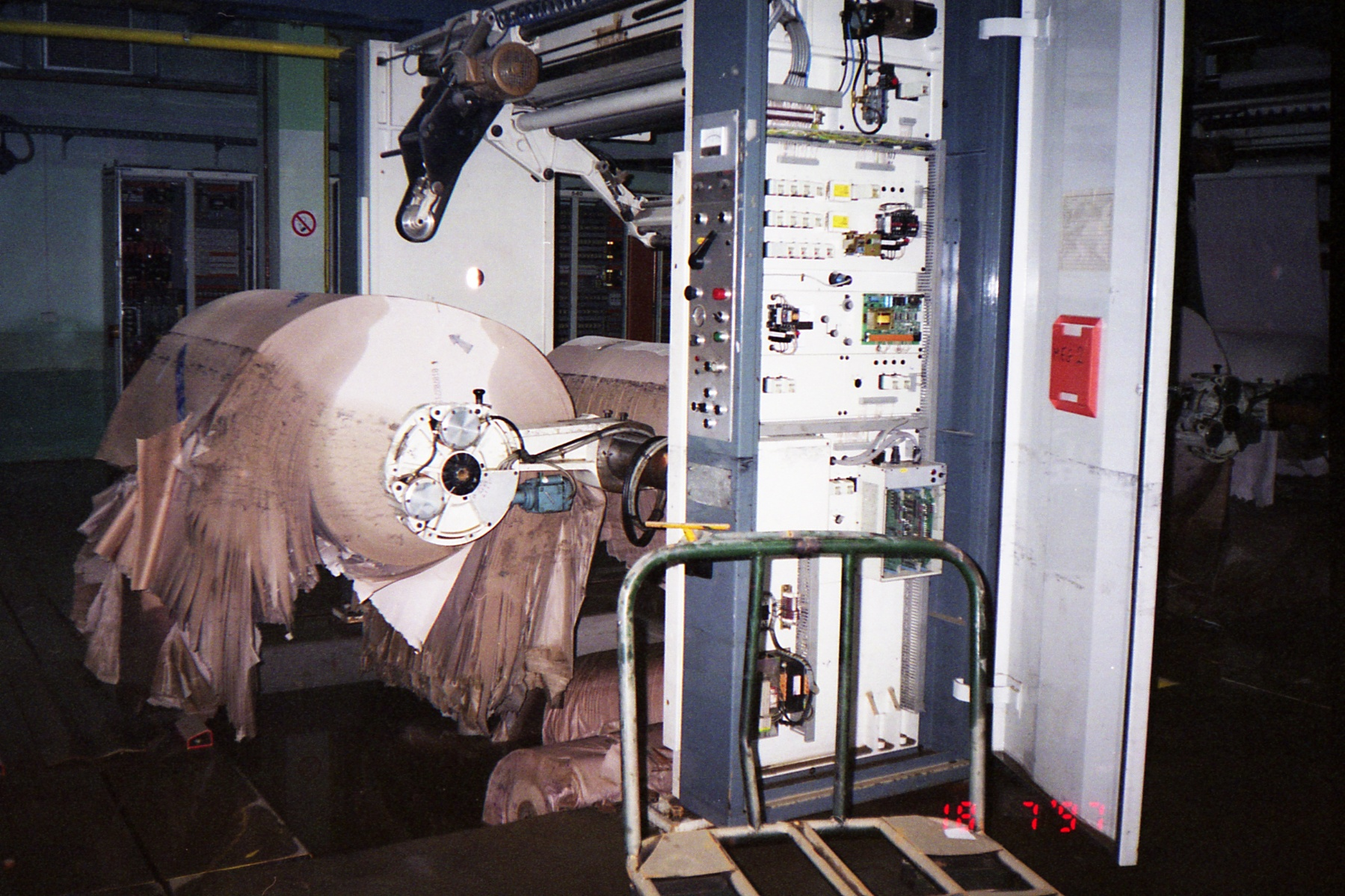
Rozerwany przez wodę zwój papieru w zalanej przez powódź drukarni na Swojczycach

Powódź najboleśniej dotknęła dwie spośród czterech wychodzących wówczas we Wrocławiu gazet codziennych: Słowo Polskie i Wieczór Wrocławia. Zalana została zarówno ulica Podwale, na której mieściły się wówczas siedziby ich redakcji, jak i osiedle Swojczyce, gdzie pod wodą znalazła się ich drukarnia. Spowodowało to kilkudniową przerwę w ich ukazywaniu się, dopóki nie przeniesiono ich druku do jednej z niedotkniętych kataklizmem drukarni w Opolu. Powódź dotknęła także redakcje Gazety Wrocławskiej i dolnośląskiej Gazety Wyborczej, ale obie te gazety miały swoje drukarnie w miejscowościach poza Wrocławiem, toteż pomimo zakłóceń tak w redagowaniu, jak i w dystrybucji gazet, przerw w ich ukazywaniu się nie było.
W Opolu zalana została siedziba Nowej Trybuny Opolskiej na Wyspie Pasieka oraz znajdująca się nieopodal drukarnia.

### Seriale
- Powódź tysiąclecia była inspiracją dla twórców filmowych. Do tamtych wydarzeń nawiązuje serial Rojst ’97 w reżyserii Jana Holoubka.
- W 2022 roku na Netfliksie pojawił się serial Wielka woda[21], którego akcja dzieje się we Wrocławiu, w lipcu 1997 roku, kiedy do stolicy Dolnego Śląska zbliża się fala powodziowa.

## Akcje charytatywne

### Serc Pospolite Ruszenie
Ruch Wychodzenia z Bezdomności Markot wraz z Dyrekcją Generalną Polskich Kolei Państwowych zorganizował akcję Serc Pospolite Ruszenie.

### Telewidzowie-Powodzianom
Dla uczczenia pamięci ofiar powodzi zespół Hey dedykował piosenkę pt. „Moja i twoja nadzieja ’97”. Utwór ukazał się na specjalnej płycie-cegiełce. Dochód ze sprzedaży tej płyty zasilił fundusz „Telewidzowie-Powodzianom”. W nagraniu udział wzięli Maryla Rodowicz, Katarzyna Nosowska, Edyta Bartosiewicz, Czesław Niemen, Grzegorz Markowski i Natalia Kukulska, Renata Dąbkowska-Kloc, Patrycja Kosiarkiewicz, Nora Niemen, Joanna Prykowska i Anna Świątczak.
Punktem kulminacyjnym akcji był koncert, który 19 lipca 1997 odbył się przed gmachem Telewizji Polskiej. W trakcie trwania koncertu i dzień później dokonywano zbiórki pieniędzy poprzez audiotele oraz dzięki wpłatom z kart kredytowych.
Zespół Ich Troje także zaangażował się w pomoc powodzianom. Przekazał na ten cel 60 tysięcy złotych, m.in. na zakup szczepionek na żółtaczkę.
Odbywały się również koncerty disco polo dla powodzian organizowane przez telewizję Polsat.
Zespoły disco polo Boys i Classic zaśpiewały dla powodzian piosenkę „Pomóżmy im”.

### Pomoc powodzianom
Pomoc powodzianom prowadzona była też spontanicznie bez udziału mediów. Na wieść o powodzi, z północy kraju ruszyły konwoje – często prywatnych – samochodów jadących np. z wodą pitną do Wrocławia czy Opola. W wielu miejscach w Polsce prowadzone również były zbiórki najpotrzebniejszych artykułów – np. w Warszawie na Placu Bankowym. Pomoc napływała także spoza granic kraju.

## Pamięć o powodzi

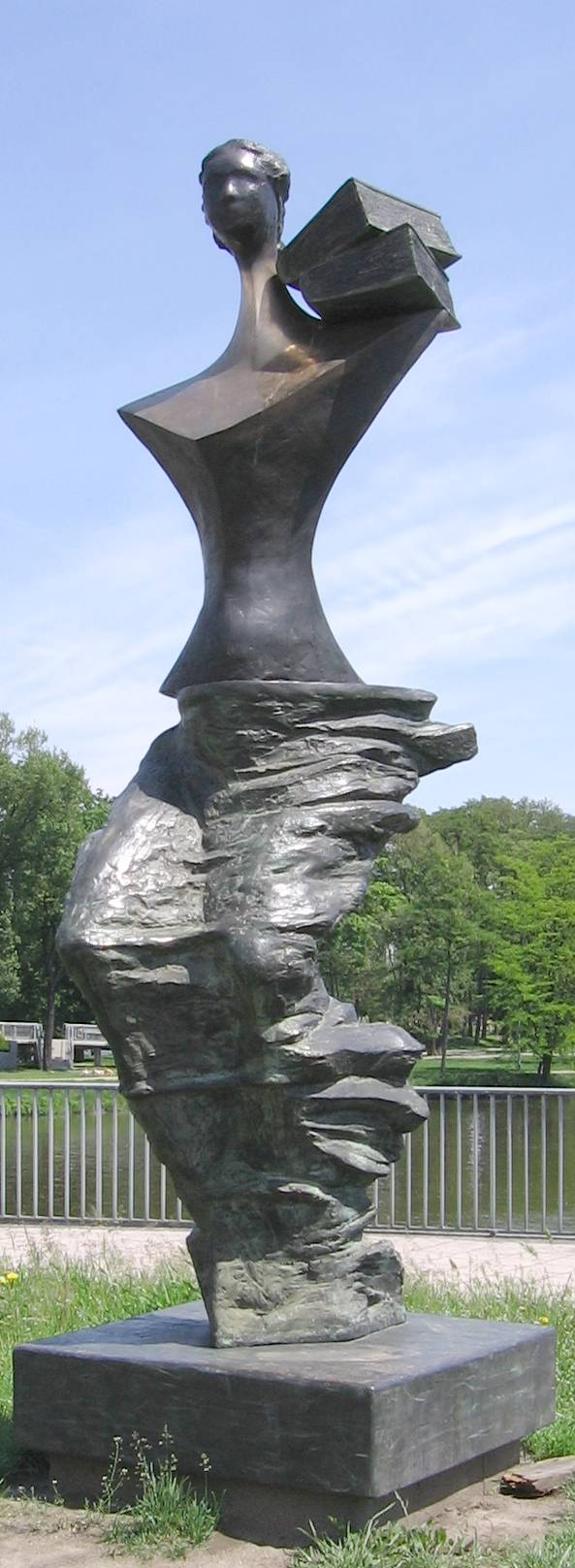
Pomnik „Powodzianka” we Wrocławiu, przedstawiający kobietę ratującą książki

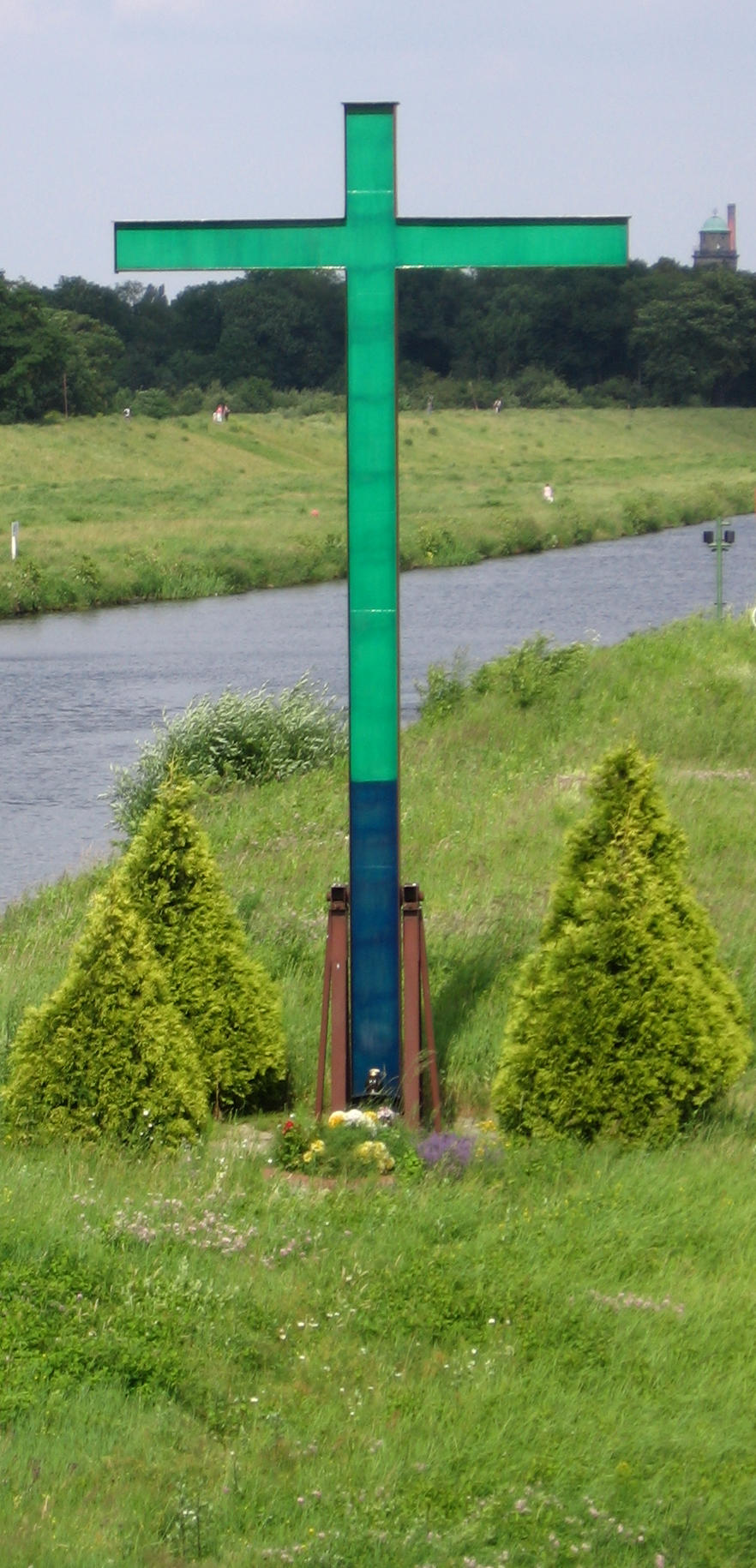
Krzyż przy Moście Trzebnickim we Wrocławiu

- We Wrocławiu wmurowano pamiątkowe tablice: przy ul. Romualda Traugutta, na Mostach Młyńskich, a w ciągu Mostów Uniwersyteckich wzniesiono pomnik Powodzianka. Powódź tysiąclecia upamiętnia również krzyż z zaznaczonym poziomem wody, ustawiony nad Odrą przy Moście Trzebnickim.
- W Opolu na gmachu Radia Opole widnieje tablica pamiątkowa z pokazaną linią wody (ok. 2,4 m)
- Także w Opolu na pl. Sebastiana pozostał nieremontowany pomnik przy kościele św. Sebastiana, na którym do dziś widnieje ślad po poziomie wody w tym miejscu.
- Przy nowo wybudowanych wrotach przeciwpowodziowych na Młynówce przy deptaku Baldego, została zamontowana pamiątkowa tablica z zaznaczonym poziomem wody.
- W ogrodzie kawiarni Radiowa na Wyspie Pasieka została ustawiona rzeźba Dama Pasieczna symbolizująca solidarność mieszkańców Opola w trakcie powodzi.
- W Krapkowicach w 10 rocznicę powodzi ogłoszono i rozstrzygnięto konkurs na pomnik upamiętniający to wydarzenie[7].
- W Nowej Soli w 10 rocznicę powodzi odsłonięto pomnik „powodzianina”
- W Legnicy przy moście na rzece Kaczawa, przy zbiegu ulic Wrocławskiej i Jordana ustawiono pomnik, będący wyrazem wdzięczności mieszkańcom miasta, którzy uratowali miasto przed żywiołem.

## Powódź w Czechach

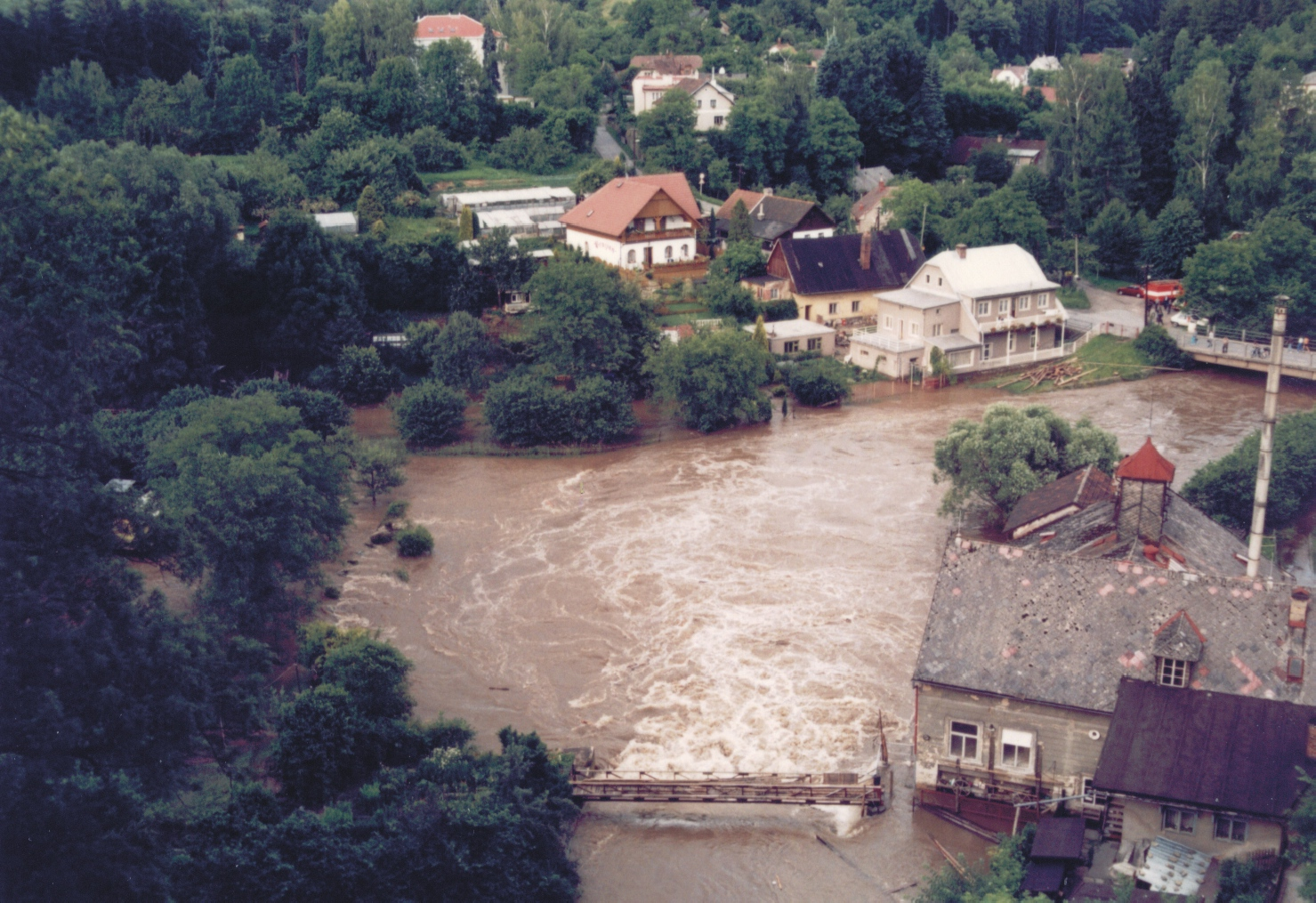
Powódź na rzece Metuje w Nowym Mieście nad Metują

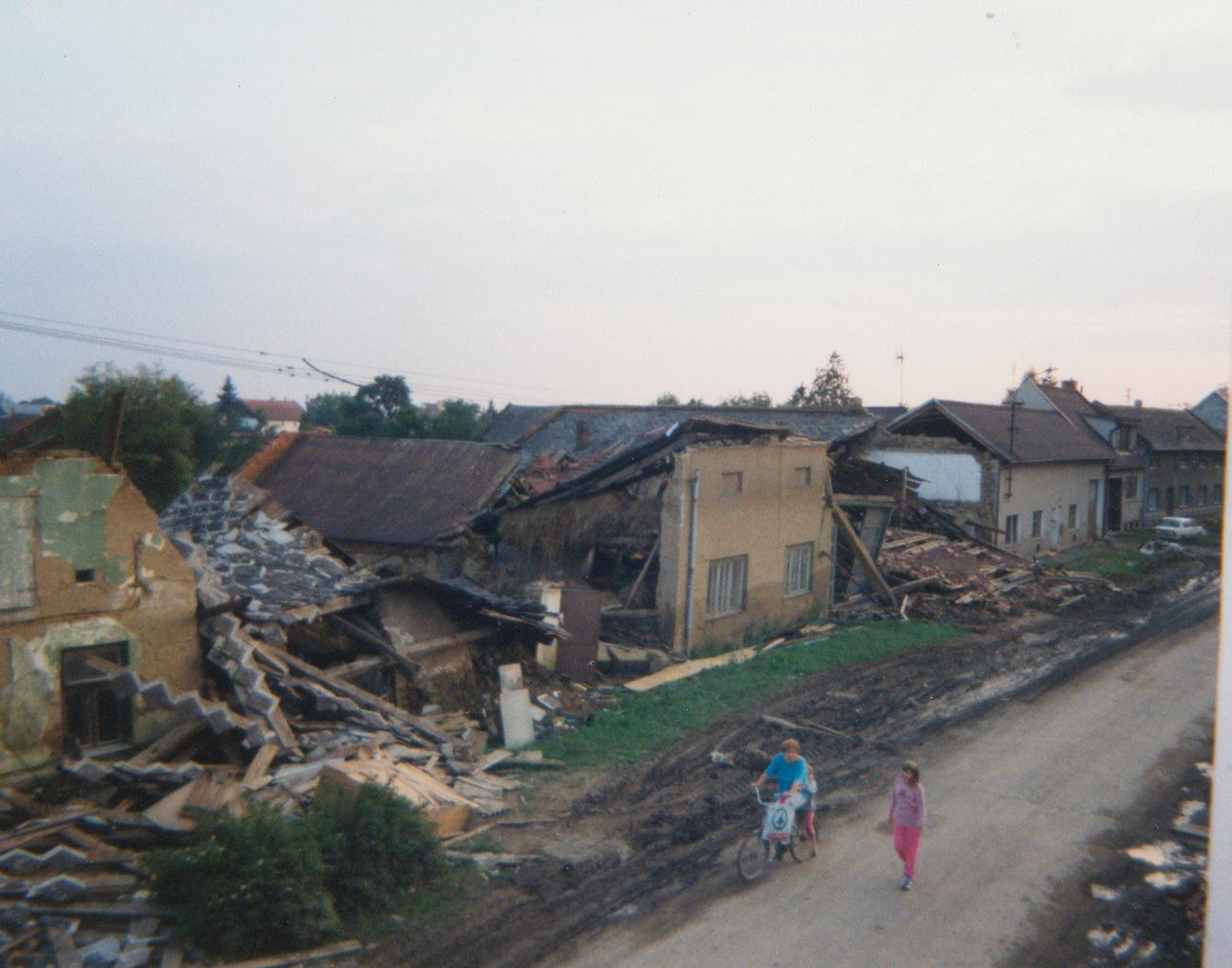
Zniszczenia po powodzi w miejscowości Troubky

Na terenie Czech powódź trwająca w dniach 5–16 lipca 1997 roku kosztowała życie 50 osób. Zniszczonych zostało 2151 domów, 26 mostów. Zniszczenia wywołane przez powódź na kilka dni całkowicie wstrzymały ruch na kilku ważnych węzłach kolejowych na wschodzie kraju. Ucierpiały między innymi miasta Ołomuniec, Opawa, Ostrawa, Otrokovice, Przerów. Całkowite straty oceniane były na 63 miliardy ówczesnych koron.
Najtragiczniejszy przebieg powódź miała w miejscowości Troubky leżącej przy ujściu rzeki Beczwy do Morawy. Zginęło tam 9 osób, zniszczonych zostało 150 domów.

## Bilans

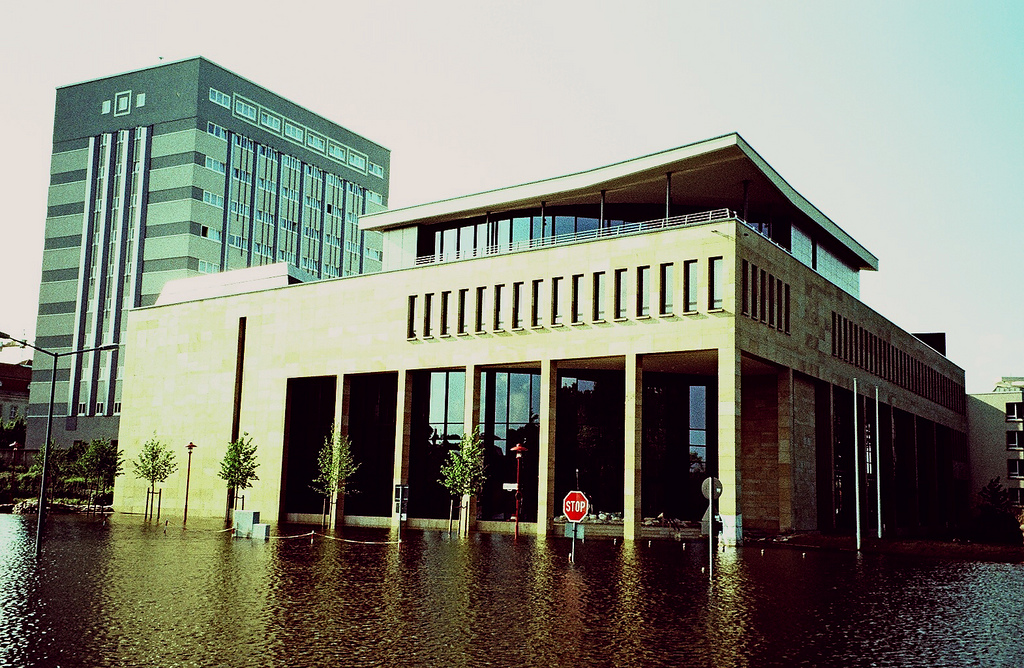
Zalany budynek kasy oszczędnościowej we Frankfurcie nad Odrą

Powódź w 1997 roku była wyjątkowa w historii Polski – w dorzeczu górnej Odry fala powodziowa przekroczyła o 2–3 m najwyższe notowane dotąd stany wód. W dorzeczu Wisły powódź miała łagodniejszy przebieg wobec niższych opadów i mniejszego przyboru wód. Dodatkowo w dorzeczu Odry problem nasilił się dlatego, że rzeki są tu w znacznej mierze uregulowane, a niedrożność ich koryt, zły stan techniczny urządzeń hydrotechnicznych i m.in. powojenna zabudowa polderów pogorszyły sytuację.
Bilans powodzi to 56 ofiar śmiertelnych i straty materialne szacowane na około 12 mld złotych. W wyniku powodzi dach nad głową straciło 7000 ludzi, a około 40 tys. straciło dorobek swojego życia. Straty z tytułu zniszczenia majątku poniosło 9000 firm. Woda zniszczyła lub uszkodziła 680 000 mieszkań, 843 szkoły, z których 100 uległo całkowitemu zniszczeniu, 4000 mostów, w tym zerwanych ok. 45, 14 400 km dróg, 2000 km torów kolejowych, 613 km wałów przeciwpowodziowych i 665 835 ha ziemi, czyli ponad 2% powierzchni kraju. W trakcie powodzi samobójstwo popełniło dwadzieścia osób, w tym dwunastu mężczyzn. Dwa przypadki były ponad wszelką wątpliwość związane z katastrofą, a w pozostałych można o takich związkach jedynie domniemywać. Podczas trwania klęski liczba samobójstw zwiększyła się zwłaszcza w gminach rzadko nawiedzanych przez powodzie, gdzie żywioł stanowił zaskoczenie dla ludności.
W roku 2018 potwierdzono, że znalezione w 2006 roku w gminie Siedlęcin ciało, to kobieta która zaginęła podczas powodzi. Prawdopodobnie to 57 ofiara.